# Tonight (Born Crain)
Tonight is de zesde single van Born Crain en wordt half juli 2008 uitgebracht in België. De single staat ook op Born Crains tweede studio-album The Pleasure of Your Company dat in mei 2008 wordt uitgebracht. Het is een cover van New Kids On The Block, die het populaire nummer eerder al uitbracht in 1990.